# 羅亞爾 (內布拉斯加州)
羅亞爾（英語：Royal）是位於美國內布拉斯加州安蒂洛普縣的村。

## 人口
根據2020年美國人口普查的數據，羅亞爾的面積為0.37平方千米，皆為陸地。當地共有人口58人，而人口密度為每平方千米157人。